# Clint, l'homme de la vallée sauvage
Pour plus de détails, voir Fiche technique et Distribution.
Clint, l'homme de la vallée sauvage, alias Clint le Solitaire (Clint el solitario) est un western hispano-germano-italien d'Alfonso Balcázar sorti en 1967.
La trame du film ainsi que son nom français est inspirée de L'Homme des vallées perdues (1953) de George Stevens.

## Synopsis
Clint Harrison est un pistolero qui, après plusieurs années d'errance, décide de rentrer à Creek Town, où se trouve sa femme Julie et son fils Tom. Julie accepte qu'il reste avec eux, à la condition qu'il dépose définitivement son arme et qu'il ne révèle pas son identité aux autres, y compris à son fils qui ne l'a pas reconnu. Tout semble bien se passer, quand au cours d'une visite au saloon du village, une rixe éclate avec les Shannon, une famille d'éleveurs qui terrorisent la région.

## Fiche technique
Sauf indication contraire, les informations mentionnées dans cette section peuvent être confirmées par la base de données cinématographiques IMDb,  présente dans la section « Liens externes ».
- Titre original espagnol : Clint el solitario[4]
- Titre original italien : Clint il solitario
- Titre allemand : Tal der Hoffnung (litt. « La vallée de l'espoir »)
- Titre français : Clint le Solitaire ou Clint, L'Homme de la vallée sauvage
- Réalisateur : Alfonso Balcázar
- Assistant au réalisateur : Hermann Haller
- Scénario : Alfonso Balcázar, Helmut Harun, José Antonio de la Loma
- Photographie : Víctor Monreal
- Montage : Otello Colangeli
- Musique : Nora Orlandi
- Costumes : Berenice Sparano
- Trucages : Adrián Jaramillo
- Société de production : Balcázar Producciones Cinematográficas, International Germania Film, Lux Film
- Pays de production :  Espagne -  Italie -  Allemagne de l'Ouest
- Langue de tournage : italien
- Format : Couleur - 2,20:1 - son mono - 70 mm
- Genre : Western spaghetti
- Durée : 95 minutes
- Date de sortie :	
  - Italie : 2 février 1967
  - Espagne : 28 juillet 1967
  - France : 21 août 1968[1]
- Affiche : Jean Mascii (France)

## Distribution
- George Martin : Clint Harrison
- Marianne Koch : Julie Harrison
- Francisco José Huetos : Tom Harrison
- Gerhard Riedmann : Bill O'Brien
- Pinkas Braun : Don Shannon
- Walter Barnes : Walter Shannon
- Paolo Gozlino : Dave Shannon
- Xan das Bolas : Simpson
- Osvaldo Genazzani : Blinky
- Beni Deus : McKinley
- Remo De Angelis : le shérif
- Fernando Sancho : Ross
- Renato Baldini : le fermier Calloway
- Luis Barboo : le fermier dans le saloon (non attribué au générique)
- Gustavo Re: Peabody (non attribué au générique)

## Remake
Un remake, intitulé Clint, une corde pour te pendre, sort en 1972.